# Macario III di Alessandria
Papa Macario III o Abba Macari III (nome originale البابا مكاريوس الثالث; El-Mahalla el-Kubra, 18 febbraio 1872 – Il Cairo, 31 agosto 1945) è stato un vescovo cristiano orientale egiziano, 114º papa di Alessandria e patriarca della Sede di San Marco. È venerato come santo dalla Chiesa copta.

## Biografia
Prima di diventare papa fu il metropolita di Asyut in Egitto. È stato il secondo metropolita a diventare papa nella storia della chiesa copta ortodossa di Alessandria. Il primo metropolita a diventare papa era stato Papa Giovanni XIX.
A causa della sua accettazione dell'incarico, a un certo punto ci fu un disaccordo tra lui e Habib Elmasry che era il segretario del Consiglio generale della congregazione (Elmagles Elmelly Ela'am) della Chiesa copta ortodossa di Alessandria. Elmasry era il padre della storica copta Iris Habib Elmasry che ha documentato questi incidenti nel suo libro sulla storia della Chiesa copta ortodossa.
Durante il suo pontificato, non ordinò vescovi o metropoliti e questo fu interpretato come un simbolo del suo rammarico per aver accettato la posizione di papa di Alessandria, nonostante fosse un metropolita in precedenza.
Emise un documento il 22 febbraio 1944, il cui scopo principale era quello di riparare i monasteri e aggiornare i monaci dal punto spirituale e scientifico, nonché di rendere responsabili i capi dei monasteri. Ciò portò a una forte divisione tra il Santo Sinodo e il Consiglio della Congregazione Generale. Il 7 giugno 1944, il Santo Sinodo presentò un appello al Papa e al Ministro della Giustizia sulla legge sullo status personale per gli egiziani non musulmani, perché contraddiceva un canone della Chiesa copta e colpiva anche due sacramenti della Chiesa, il matrimonio e del sacerdozio. Questo conflitto proseguì per un certo periodo e Papa Macario non riuscì a far riconciliare le due parti, perciò abbandonò il quartier generale della capitale e andò in esilio a Helwan. In seguito si recò nei monasteri orientali accompagnato da vescovi e si stabilì nel Monastero di Sant'Antonio sul Mar Rosso, quindi nel Monastero di San Paolo l'eremita. Quando il Primo Ministro venne a conoscenza della questione, lavorò alla sua risoluzione e il Papa tornò.

## Culto
La Chiesa copta commemora la sua memoria il 31 agosto (25 Mesra nel calendario copto).